# 角埋山
角埋山（つのむれやま）は、大分県玖珠郡玖珠町にある標高576mの山である。

## 概要
玖珠盆地の北側に位置し、山頂からは玖珠町の中心部である森地区（豊後森駅周辺）を一望できる。メサ（テーブル状の台地）の侵食が進んだビュートと呼ばれる特徴的な地形で、地区のシンボル的な山である。耶馬渓六十六景のひとつであるとともに、「角埋山と角牟礼城跡」としておおいた遺産に選定されている。
一説では、ムレは古代朝鮮語で山を意味し、角埋山は角のような形をした山を意味すると言われる。
中世には、山頂に角牟礼城が築かれた。急峻な斜面に囲まれた山上に築かれたこの城は難攻不落で知られ、1586年の島津氏の豊後侵入の際にも落城することがなかった。角牟礼城は1601年に廃城とされたが、角埋山は江戸時代には「お留山」とされ、住民は入山することが許されなかった。山麓には、角牟礼城に代えて森陣屋が設けられた。現在、森陣屋跡は整備されて三島公園となっており、2006年10月には日本の歴史公園100選に選定されている。